# Roberto Alvarado
Roberto Carlos Alvarado Hernández (Irapuato, 1998. szeptember 7. –) a mexikói válogatott olimpiai bronzérmes labdarúgója, aki 2022 óta a Guadalajarában játszik támadó középpályásként.
Beceneve, a Piojo (jelentése: „tetű”) onnan származik, hogy gyerekkorában nagy América-szurkoló volt, és az América egyik argentin játékosának, Claudio Lópeznek is ez volt a beceneve.

## Pályafutása

### Klubcsapatokban
2012-től a szülővárosához közeli város, Celaya csapatában, az akkor még a negyedosztályban szereplő Club Celayában játszott, amellyel a következő években többször megjárták a harmad-, sőt, a másodosztályt is. Innen 2017-ben az első osztályú Pachucához került, első első osztályú mérkőzését 2017. január 24-én játszotta a Jaguares ellen. A Pachucánál azonban csak fél évet maradt, majd a Necaxánál töltött egy év után a fővárosi Cruz Azul játékosa lett. Itt hét szezonig maradt, és a 2021-es Clausurában bajnoki címet szerzett. 2022 elejétől a Guadalajarában játszott.

### A válogatottban
A felnőtt válogatottban először éppen 20. születésnapján, 2018. szeptember 7-én, egy Uruguay elleni barátságos mérkőzésen lépett pályára, majd innentől kezdve rendszeresen szerepelt a válogatottban. Első gólját Venezuela ellen szerezte 2019 nyarán. Tagja volt a 2020-ban a tokiói olimpián bronzérmet nyert válogatottnak, és játszott világbajnoki selejtezőket is, valamint része volt a 2019-es CONCACAF-aranykupát megnyerő mexikói csapatnak is (ott a csoportkörben egy gólt lőtt). 2022-ben beválogatták a világbajnokságon szereplő mexikói keretbe is.

#### Mérkőzései a válogatottban
| Mexikó | Mexikó               | Mexikó                                          | Mexikó           | Mexikó   | Mexikó           | Mexikó                          | Mexikó | Mexikó  |
| #      | Dátum                | Helyszín                                        | Hazai            | Eredmény | Vendég           | Kiírás                          | Gólok  | Esemény |
| ------ | -------------------- | ----------------------------------------------- | ---------------- | -------- | ---------------- | ------------------------------- | ------ | ------- |
| 1.     | 2018. szeptember 7.  | Houston, NRG Stadium                            | Mexikó           | 1 – 4    | Uruguay          | barátságos                      | 0      | 46'     |
| 2.     | 2018. szeptember 11. | Nashville, Nissan Stadium                       | Egyesült Államok | 1 – 0    | Mexikó           | barátságos                      | 0      | 74'     |
| 3.     | 2018. október 11.    | San Nicolás de los Garza, Estadio Universitario | Mexikó           | 3 – 2    | Costa Rica       | barátságos                      | 0      | 61'     |
| 4.     | 2018. november 16.   | Córdoba, Mario Alberto Kempes Stadion           | Argentína        | 2 – 0    | Mexikó           | barátságos                      | 0      | 74'     |
| 5.     | 2018. november 20.   | Mendoza, Estadio Malvinas Argentinas            | Argentína        | 2 – 0    | Mexikó           | barátságos                      | 0      | 46'     |
| 6.     | 2019. március 26.    | Santa Clara, Levi’s Stadium                     | Mexikó           | 4 – 2    | Paraguay         | barátságos                      | 0      | 68'     |
| 7.     | 2019. június 5.      | Atlanta, Mercedes-Benz Stadium                  | Mexikó           | 3 – 1    | Venezuela        | barátságos                      | 1      | 32' 68' |
| 8.     | 2019. június 9.      | Arlington, AT&T Stadion                         | Mexikó           | 3 – 2    | Venezuela        | barátságos                      | 0      | 72'     |
| 9.     | 2019. június 15.     | Pasadena, Rose Bowl                             | Mexikó           | 7 – 0    | Kuba             | CONCACAF-aranykupa, csoportkör  | 0      | 65'     |
| 10.    | 2019. június 19.     | Denver, Broncos Stadium                         | Mexikó           | 3 – 1    | Kanada           | CONCACAF-aranykupa, csoportkör  | 1      | 40' 68' |
| 11.    | 2019. június 23.     | Charlotte, Bank of America Stadium              | Martinique       | 2 – 3    | Mexikó           | CONCACAF-aranykupa, csoportkör  | 0      | 46'     |
| 12.    | 2019. június 29.     | Houston, NRG Stadium                            | Mexikó           | 1 – 1    | Costa Rica       | CONCACAF-aranykupa, negyeddöntő | 0      | 85'     |
| 13.    | 2019. július 2.      | Glendale, State Farm Stadium                    | Haiti            | 0 – 1    | Mexikó           | CONCACAF-aranykupa, elődöntő    | 0      | 68'     |
| 14.    | 2019. július 7.      | Chicago, Soldier Field                          | Mexikó           | 1 – 0    | Egyesült Államok | CONCACAF-aranykupa, döntő       | 0      | 86'     |
| 15.    | 2019. szeptember 6.  | East Rutherford, MetLife Stadium                | Egyesült Államok | 0 – 3    | Mexikó           | barátságos                      | 0      | 76'     |
| 16.    | 2019. október 15.    | Mexikóváros, Estadio Azteca                     | Mexikó           | 3 – 1    | Panama           | CONCACAF Nemzetek Ligája        | 1      | 28' 90' |
| 17.    | 2019. november 15.   | Panamaváros, Estadio Rommel Fernández           | Panama           | 0 – 3    | Mexikó           | CONCACAF Nemzetek Ligája        | 0      | 70'     |
| 18.    | 2019. november 19.   | Toluca de Lerdo, Estadio Nemesio Díez           | Mexikó           | 2 – 1    | Bermuda          | CONCACAF Nemzetek Ligája        | 0      | 63'     |
| 19.    | 2020. szeptember 30. | Mexikóváros, Estadio Azteca                     | Mexikó           | 3 – 0    | Guatemala        | barátságos                      | 0      | 61'     |
| 20.    | 2020. november 17.   | Grác, Merkur Arena                              | Japán            | 0 – 2    | Mexikó           | barátságos                      | 0      | 82'     |
| 21.    | 2021. június 30.     | Nashville, Nissan Stadion                       | Mexikó           | 3 – 0    | Panama           | barátságos                      | 0      | 64'     |
| 22.    | 2021. szeptember 2.  | Mexikóváros, Estadio Azteca                     | Mexikó           | 2 – 1    | Jamaica          | vb-selejtező                    | 0      | 75'     |
| 23.    | 2021. szeptember 5.  | San José, Costa Rica-i Nemzeti Stadion          | Costa Rica       | 0 – 1    | Mexikó           | vb-selejtező                    | 0      | 71'     |
| 24.    | 2021. október 27.    | Charlotte, Bank of America Stadium              | Mexikó           | 2 – 3    | Ecuador          | barátságos                      | 1      | 6'      |
| 25.    | 2021. november 12.   | Cincinnati, TQL Stadium                         | Egyesült Államok | 2 – 0    | Mexikó           | vb-selejtező                    | 0      | 75'     |
| 26.    | 2021. november 16.   | Edmonton, Nemzetközösségi Stadion               | Kanada           | 2 – 1    | Mexikó           | vb-selejtező                    | 0      | 46'     |
| 27.    | 2022. április 27.    | Orlando, Camping World Stadion                  | Mexikó           | 0 – 0    | Guatemala        | barátságos                      | 0      | 61'     |
| 28.    | 2022. május 28.      | Arlington, AT&T Stadion                         | Mexikó           | 2 – 1    | Nigéria          | barátságos                      | 0      | 79'     |
| 29.    | 2022. június 2.      | Glendale, State Farm Stadion                    | Mexikó           | 0 – 3    | Uruguay          | barátságos                      | 0      | 75'     |
| 30.    | 2022. augusztus 31.  | Atlanta, Mercedes-Benz Stadion                  | Mexikó           | 0 – 1    | Paraguay         | barátságos                      | 0      | 71'     |
| 31.    | 2022. szeptember 24. | Pasadena, Rose Bowl                             | Mexikó           | 1 – 0    | Peru             | barátságos                      | 0      | 62'     |
| 32.    | 2022. november 9.    | Gerona, Estadio Montilivi                       | Mexikó           | 4 – 0    | Irak             | barátságos                      | 0      |         |
| 33.    | 2022. november 26.   | Loszaíl, Loszaíli Nemzeti Stadion               | Argentína        | 2 – 0    | Mexikó           | vb-csoportkör                   | 0      | 73' 89' |
|        | Összesen             |                                                 |                  | 33       | mérkőzés         |                                 | 4      | gól     |